# 변형도경화시멘트계복합체
변형도경화시멘트계복합체(Strain Hardening Cement-based Composites, SHCC, Engineered cementitious composite, ECC) 또는 구부릴 수 있는 콘크리트(bendable concrete)는 특별히 선택된 짧은 무작위 섬유, 일반적으로 폴리머 섬유로 강화된 쉽게 성형되는 모르타르 기반 복합재이다. 일반 콘크리트와 달리 ECC는 일반 포틀랜드 시멘트(ordinary portland cement, OPC) 페이스트, 모르타르 또는 콘크리트의 인장 변형률 0.01%에 비해 3~7% 범위의 인장 변형 용량을 갖는다. 따라서 ECC는 부서지기 쉬운 유리 재료(OPC 콘크리트와 마찬가지로)보다는 연성 금속 재료처럼 작용하여 다양한 응용 분야로 이어진다.